# Wada Koremasa
Wada Koremasa est un nom japonais traditionnel ; le nom de famille (ou le nom d'école), Wada, précède donc le prénom (ou le nom d'artiste).
Wada Koremasa (和田 惟政, 1536-17 septembre 1571) est un vassal du clan Oda à la fin de l'époque Sengoku du Japon féodal. Koremasa est le fils de Wada Koresuke et soutient directement le shogunat Ashikaga au moment où il est à l'âge admissible, devenant supporteur principal d'Ashikaga Yoshiaki à la suite de l'assassinat de Yoshiteru en 1565.
Tandis qu'Yoshiaki passe sous l'influence d'Oda Nobunaga en 1567, Koremasa continue de servir son maître attitré et se révèle une figure de respect mutuel aux Oda au cours de l'année 1569 où il organise une audience entre Oda Nobunaga et le missionnaire jésuite Luis Frois. À la suite de cet événement initial, Koremasa prend en charge les affaires directement liées au clan Takayama et devient enfin un obligé de valeur des Oda, ce qui peut s'expliquer par sa collaboration avec Araki Murashige dans la défense d'un domaine de son clan en 1571. Cependant, Koremasa est dépassé par la force des attaquants, ce qui entraîne finalement sa mort.

## Source de la traduction
- (en) Cet article est partiellement ou en totalité issu de l’article de Wikipédia en anglais intitulé « Wada Koremasa » (voir la liste des auteurs).